# Dirk van Foreest (1792-1833)
Dirk van Foreest, heer van Schoorl en Camp, De Mijl, Nadort en Krabbe en Groet, (Alkmaar, 14 augustus 1792 – aldaar, 17 april 1833) was een Alkmaarse jonkheer, advocaat en politicus.
Dirk van Foreest werd geboren als zoon van Cornelis van Foreest en Jeanette Agnes barones van Delen. In 1825 erfde hij van zijn vader de heerlijkheden Schoorl en Camp en De Mijl, Nadort en Krabbe, alsmede het landgoed Nijenburg te Heiloo en werd hij lid van het Ridderschap van Holland en West-Friesland. De heerlijkheid van Groet viel hem toe in 1833 omdat de gemeente van Groet in dat jaar werd samengevoegd met de gemeente van Schoorl. Hij studeerde Romeins en hedendaags recht te Leiden en promoveerde aldaar op 4 oktober 1814. Vervolgens ging hij aan de slag als advocaat te Alkmaar. In 1822 werd hij gekozen als raadslid te Alkmaar, en op 4 januari 1824 werd hij aangesteld als wethouder. Op 12 december 1829 trad hij aan als lid van de Tweede Kamer der Staten-Generaal namens de provincie Holland. Tevens was hij hoofdingeland en penningmeester van de Zijpe- en Hazepolder, dijkgraaf van Geestmannerambacht (een van de vier ambachten van West-Friesland), hoogheemraad van het Hoogheemraadschap van de Uitwaterende Sluizen in Kennemerland en West-Friesland en de ontvanger van belastingen te Heiloo en Limmen. Hij vervulde deze ambten tot aan zijn vroegtijdige dood in 1833.
Dirk van Foreest was getrouwd met Jacoba Elisabeth van der Palm (1793-1857), dochter van Johannes Henricus van der Palm (1763-1840) en Aleida Bussingh (1766-1835). Zij kregen negen kinderen: vier dochters en zes zoons (waarvan één zeer jong is gestorven). Op zijn sterfbed legeerde Dirk het gehele familiebezit aan zijn vrouw Jacoba Elisabeth. Haar zwager, de gefortuneerde bankier Mr. Pieter Loopuyt, werd aangesteld als voogd van de minderjarige kinderen. In 1836 verkochten de erven de heerlijkheid van De Mijl, Nadort en Krabbe aan Elias Canneman. De oudste zoon Cornelis (1817-1875) volgde zijn vader op in diens heerlijkheden van Schoorl en Camp en Groet en zou eerste erfgenaam zijn van het familiebezit waaronder de buitenplaats Nijenburg te Heiloo. De jongere kinderen deden tegen geringe vergoeding afstand van hun erfdelen. De jongere zoons kozen voor een maatschappelijke carrière. Hendrik Albert werd directeur van de posterijen te Wormerveer, Johannes Hendricus (1825-1895) werd herenboer te Anna-Paulowna, Lodewijk Jacob (1826-1863) emigreerde naar Bloemfontein in Zuid-Afrika, en Dirk (1829-1921) werd kantonrechter te Schagen. De oudste dochter Alida zou in het huwelijk treden met Nicolaas Beets, die na haar overlijden zou hertrouwen met haar jongere zuster Jacoba Elisabeth.
- Biografisch Portaal: 34432047
- Digitale Bibliotheek voor de Nederlandse Letteren: fore008
- International Standard Name Identifier: 0000 0003 9038 0619
- Nederlandse Thesaurus van Auteursnamen: 073337145
- Parlement.com: vg09llrf5vzh
- Virtual International Authority File: 283953370